# باتريك مارتن
باتريك مارتن (بالإنجليزية: Patrick Martin)‏ هو متزلج جماعي أمريكي، ولد في 19 أغسطس 1923 في لويفيل في الولايات المتحدة، وتوفي في 21 أبريل 1987 في ماسينا في الولايات المتحدة.

## وصلات خارجية
- باتريك مارتن على موقع اللجنة الأولمبية الدولية (الإنجليزية)
- باتريك مارتن على موقع أوليمبيديا (الإنجليزية)